# هالتون أرب
هالتون آرب (بالإنجليزية: Halton Arp)‏ (و. 1927 – 2013 م) هو عالم فلك من الولايات المتحدة الأمريكية . ولد في مدينة نيويورك .
توفي في ميونخ، عن عمر يناهز 86 عاماً.

## التعليم
تعلم في معهد كاليفورنيا للتقنية، وجامعة هارفارد

## جوائز
حصل على جوائز منها:
- جائزة هلين ب. وارنر لعلم الفلك (1960)
- جائزة نيوكومب كليفلاند [الإنجليزية]‏.